# Natural Selection
Natural Selection är en modifikation till förstapersonsskjutarspelet Half-Life och är skapad av Unknown Worlds Entertainment, som startades av Charlie 'Flayra' Cleveland.
Spelaren får välja mellan att slåss som marinsoldat (frontiersman) eller utomjording (The Kharaa).
Den första versionen av Natural Selection (1.0) släpptes på Halloween 2002 och den senaste versionen 3.2 släpptes 2007. Natural Selection är lagbaserat och spelas tillsammans med andra personer över Internet eller på ett lokalt nätverk. Spelet blandar speltyperna first-person shooter (FPS) och realtidsstrategi (RTS), genom att man har en befälhavare som överskådar banan och ger order till de andra spelarna. Huruvida personerna vill lyda order bestämmer de själva.

## Speltyper
Spelet har två olika speltyper, Classic och Combat.

### Classic
I Classic mode (banor som har prefixet ns_) får man resurser genom att bygga Resource Towers (förkortat RT). Ju fler RT:er man har, desto mer resurser får man. RT:er kan man bara bygga på vissa ställen på banorna, och antalet man kan bygga varierar från bana till bana, men ungefär 10 brukar vara vanligt. Dessa resurser används sedan till olika byggnader och uppgraderingar och i marinsoldaternas fall även material till spelarna.
Målet för båda lagen är att utplåna det andra laget.

### Combat
Den andra speltypen är Combat mode (banor med prefixet co_). Combat mode infördes i version 3.0 i Natural Selection och innan dess hade man bara kunnat spela Classic mode. På dessa banor får man erfarenhetspoäng genom att döda motståndarna, vilka kan användas för nya färdigheter, attacker, kroppspansar, nya livsformer etc. Om inte servern är modifierad så är 10 den högsta nivån en spelare kan uppnå, men det är vanligt att servrar är modifierade så att de tillåter högre nivåer. Vanligtvis kan man inte bygga saker i Combat mode, men det finns modifikationer för det också.
Målet i dessa banor är för utomjordingarna att förstöra marinsoldaternas Command Console och för marinsoldaterna att förstöra utomjordingarnas Hive. Detta ske inom en viss tidsram.

## Utomjordingar (The Kharaa)

### Raser
Utomjordingarna består av fem olika raser. För att byta ras behöver spelaren resurser (på ns_ banor) eller poäng (på co_ banor).
- Skulk

Det är denna spelaren startar som och kostar 0 resurser att bli. Huvudattack är "Bite" som biter motståndarna och gör 75 skada.
- Gorge

Denna är den enda av utomjordingarna som kan bygga saker. Huvudattacken är att spotta på fienderna, vilket gör 30 skada. Andra saker den kan göra är att hela byggnader och andra spelare. Kostar 10 resurser eller 1 poäng att bli.
- Lerk

Fungerar som flygande understöd som bland annat kan skjuta ut gasmoln, som orsakar 14 skada/sekund. Huvudattacken är "Bite", men denna gör bara 65 skada. Kostar 30 resurser eller 2 poäng att bli.
- Fade

Denna är utomjordingarnas mest använda ras. Den kan snabbt förflytta sig mellan olika platser, vilket gör den svår att träffa. Huvudattacken "Slash" gör 90 skada. Fade har även ett långdistans. Kostar 50 resurser eller 3 poäng att bli.
- Onos

Onos är en stor tjurliknande varelse som tål stora mängder skada. Kan bland annat äta människor hela. Huvudattacken är Gore och gör 90 skada (dubbelt så mycket mot byggnader). Kostar 75 resurser eller 4 poäng.

### Uppgraderingar
Utomjordingarna får också tillgång till uppgraderingar. De är uppdelade i 3 olika grupper:
- Movement

Innefattar uppgraderingarna:
- - Celerity (Ökad rörelsehastighet)
  - Silence (Gör spelaren nästan helt tyst)
  - Adrenaline (Gör att spelaren återfår energi snabbare)

- Defense

Innefattar:
- - Redemption (Teleporterar spelaren till närmsta Hive om denne har lite liv)
  - Regeneration (Gör så att spelaren helas automatiskt)
  - Carapace (Ger spelaren mer Pansar).

- Sensory

Innefattar:
- - Cloak (Gör spelaren osynlig)
  - Scent of fear (Visar spelaren var fienderna är)
  - Focus (Gör huvudattacken starkare, men långsammare)

### Byggnader
Bland utomjordingarna är det bara Gorge som kan bygga byggnader.
- Resource Tower (RT)

Ger laget Resources.
- Offense Chamber (OC)

Skjuter projektiler mot fienden. Offense Chambers prioriterar fiendesoldater före byggnader, gör 20 skada.
- Defense Chamber (DC)

Helar upp till tre Utomjordingar eller byggnader med 10 hp varannan sekund inom en 400 längdenheters radie.
- Movement Chamber (MC)

Återger 25 % energi till max tre Utomjordingar varannan sekund inom en 500 längdenheters radie.
- Sensory Chamber (SC)

Gör allting inom 750 längdenheter osynligt.
- Hive

Detta är utomjordingarnas huvudbyggnad. Det är här de startar om de har dött. Dessa kan bara byggas på speciella platser.

## Marinsoldater (The Frontiersmen)
Som marinsoldat kan man vara två olika typer, vanlig soldat eller befälhavare. Befälhavaren sitter i en command console och ger soldaterna order samt placerar ut byggnader och utrustning.
Den som spelar som befälhavare ser banan uppifrån, som om det vore ett RTS-spel. Soldaten startar alltid med en Light Machine Gun (LMG), en pistol och en kniv.

### Utrustning
Liksom utomjordingarna har även marinsoldaterna tillgång till flera uppgraderingar av både vapen och utrustning.
(start) betyder att soldaten börjar med detta vapen.
- Light Machine Gun (start)

Lätt kulspruta.
- Pistol (start)

Pistol med hög pricksäkerhet.
- Kniv (start)

Används oftast bara i nödfall, eller för att förstöra försvarslösa byggnader som man ej vill slösa ammunition på.
- Shotgun

Hagelgevär som gör stor skada, men som är långsamt.
- Heavy Machine Gun

Tung kulspruta som gör mycket skada.
- Grenade Launcher

Granatkastare som skjuter iväg projektiler som exploderar efter ett par sekunder.
- Granater

Handgranater.
- Minor

Mina som kan fästas på väggar, golv och tak.
- Svets

Svetsen används för att reparera byggnader och soldaters kroppspansar. Den kan även användas för att låsa upp nya vägar på vissa kartor.
- Jetpack

Ger en soldat möjligheten att flyga. Energin som krävs för att flyga går åt snabbare om soldaten bär HMG eller GL. Energin regenereras då soldaten inte flyger.
- Heavy Armor

Ger soldaten extra pansar (Armour) och gör honom immun mot sporer. Med Heavy Armour sänks soldatens gånghastighet från 202 enheter/sek till 192 enheter/sek.

### Uppgraderingar
- Motion Tracking

Visar var utomjordingarna är när de rör sig. Måste uppgraderas i både ns_ och co_.
- Advanced Armory

Låter befälhavaren dela ut Heavy Machine Guns (HMG) och Grenade Launchers (GL).
Tillåter befälhavaren att bygga Prototype Lab.
- Advanced Turret Factory

Låter befälhavaren bygga Siege Turrets.
- Electrified Resouce Tower / Turret factory

Ger byggnaden ett elektriskt försvar som gör skada på utomjordingar som går för nära.
- Ökad skada

Gör att marinsoldaterna gör mer skada. Finns i tre nivåer.
- Ökat kroppspansar

Gör att marinsoldaterna tål mer skada. Finns i tre nivåer.

### Byggnader
Byggnader placeras ut av befälhavaren, men måste sättas ihop på plats av soldaterna.
- Resource Tower

Ger laget 1 resurs var fjärde sekund. Måste byggas på en Resource Nozzle.
- Armory

Låter befälhavaren dela ut minor, hagelgevär och svetsar samt diverse uppgraderingar.
Tillåter befälhavaren att bygga Observatory och Arms Lab.
- Observatory

Låter befälhavaren använda Scanning Sweeper (gör osynliga byggnader och utomjordingar inom ett visst område synliga) och Distress Beacon (teleporterar alla soldater till basen).
Möjliggör byggande av Phasegates.
- Arms Lab

Låter befälhavaren uppgradera soldaternas kroppspansar, skada, och Catalyst Packs.
- Prototype Lab

Låter befälhavaren dela ut Jetpack och Heavy Armour.
- Phasegate (PG)

Låter soldaterna teleportera sig till en annan Phase Gate.
- Turret Factory (TF)

Låter befälhavaren bygga Sentry Turrets och uppgradera till Advanced Turret Factory.
- Sentry Turret

Skada: 10
Skjuthastighet: 1,43 skott/sekund
Räckvidd: 800 längdenheter
Behöver ett TF i närheten för att fungera.
- Siege Turret

Skada: 330
Skjuthastighet: 0,25 skott/sekund
Räckvidd: 1100 längdenheter
Kan endast skjuta på fiendebyggnader, men kan skjuta genom väggar. Behöver ett Advanced TF i närheten för att fungera.

## Versionshistorik
- 31 oktober 2002 (1.0)[1]
- 31 juli 2003 (2.0)
- 5 mars 2005 (3.0)
- 11 november 2005 (3.1.3)
- 21 november 2006 (3.2 Beta)[2]
- 2 mars 2007 (3.2)[3]

## Natural Selection 2
En uppföljare; Natural Selection 2 är under utveckling och kommer inte att använda sig av Source-motorn som det från början var tänkt, utan Unknown Worlds har gjort en helt ny motor för spelets ändamål. Spelets gameplay kommer att vara det samma, men många nya saker kommer att tillkomma. Inte minst bättre grafik och fysik.